# Королівська дорога (Панама)
8°57′09″ пн. ш. 79°32′14″ зх. д. / 8.9525833333333° пн. ш. 79.537111111111° зх. д.

Колоніальні комерційні шляхи через Панамський перешийок:
▬▬▬ Королівська дорога до Портобело
▬▬▬ Королівська дорога до Номбре де Діос
▬▬▬ Каміно-де-Крусес (суходольна частина)
▬▬▬ Каміно-де-Крусес (річкова частина)

Королівська дорога або Каміно-Реал (ісп. El Camino Real) — історичний маршрут на Панамському перешийку, що з'єднував Карибське море з Тихим океаном у колоніальні часи. Збудована приблизно в 1519 році, після заснування Старої Панами, вона, разом з дорогою Каміно-де-Крусес залишалась єдиним способом перетину Панамського перешийка від океану до океану протягом трьох з половиною століть  — аж до часів будівництва Панамської залізниці.

## Опис
Початковий маршрут Королівської дороги пролягав між містами Панама на тихоокеанському узбережжі та Номбре де Діос на атлантичному. Після неодноразових пограбувань зі сторони піратів, в 1597 році кінцева точка маршруту на атлантичному узбережжі була змінена з Номбре де Діос на більш захищений Портобело. Довжина дороги складала біля 70 км.
Будучи найкоротшим маршрутом від Тихого до Атлантичного океану, дорога стала найважливішим комерційним маршрутом Іспанської імперії протягом 16-17 століть.

Величезні обсяги срібла і золота, що надходили з Перу, вивантажувались з кораблів в Панамі, перевантажувались на мулів і транспортувались по Королівській дорозі в складі Срібних караванів до Номбре-де-Діос (а згодом до Портобело) де знову завантажувались на кораблі для подальшого перевезення в Іспанію. Згідно з даними іспанських архівів, щорічно по Королівській дорозі перевозили від 100 до 200 тон срібла.

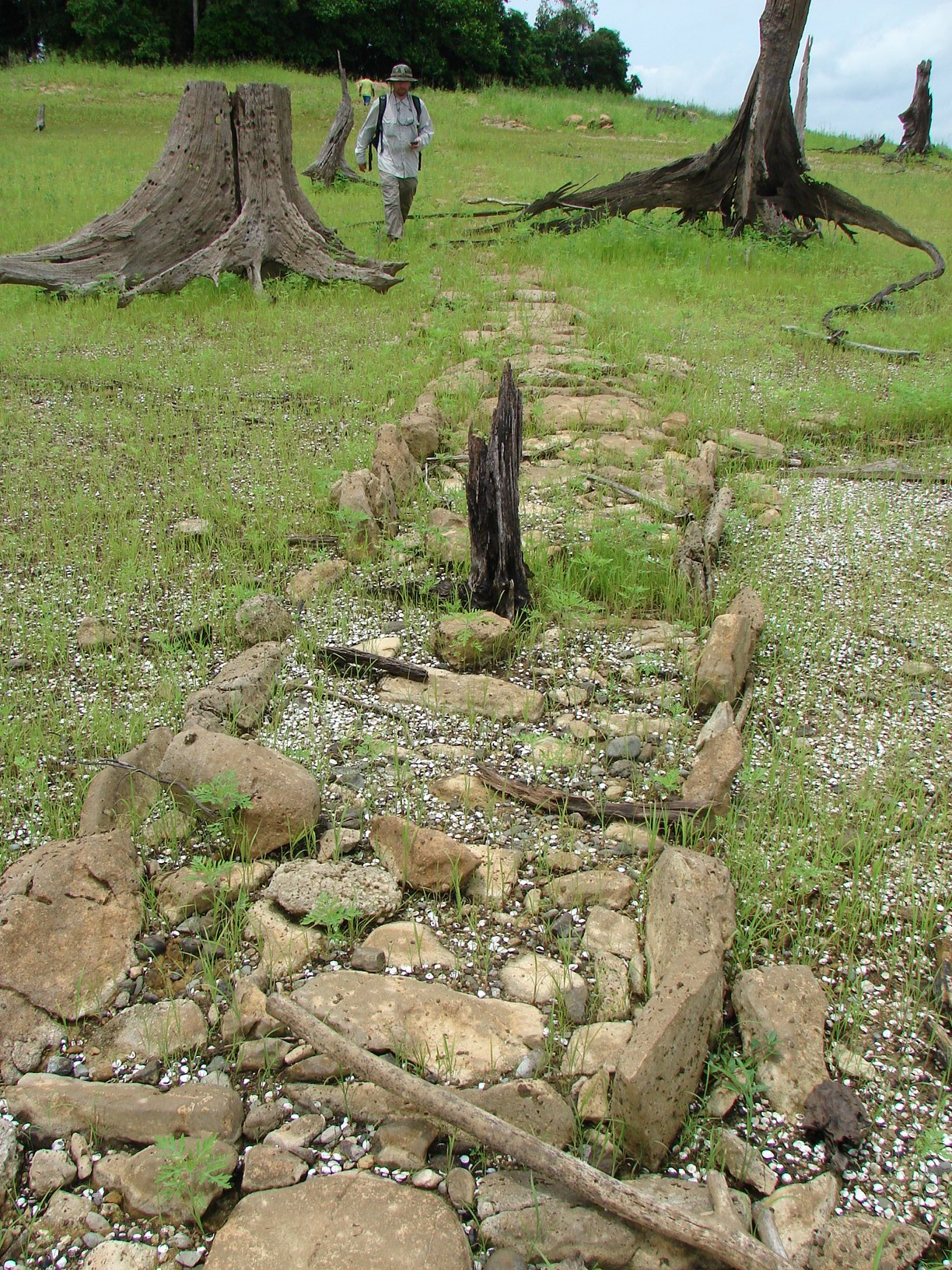
Залишки Королівської дороги на березі озера Алахуела. Дорога була кам'яною, завширшки 4 фути. Краї дороги виділені більш великим камінням

Каравани з величезними скарбами, що перевозились Королівською дорогою та кінцеві міста, які вона поєднувала, були привабливою здобиччю для різноманітних грабіжників та піратів.

## Історія
В 1572 році англійський приватир Френсіс Дрейк пограбував Номбре де Діос.
В 1573 році люди Дрейка, об'єднавшись з французькими корсарами під орудою Гійома ле Тестю, спільними зусиллями зробили засідку на Королівській дорозі в двох милях від Номбре де Діос і зуміли захопити та пограбувати Срібний караван, що складався з 190 мулів, на яких перевозили біля 30 тон срібла та золота.
В 1595 році Дрейк знову захопив Номбре де Діос, але цього разу значних скарбів в місті не виявилось. Після цього в 1597 році кінцевий пункт маршруту було перенесено до більш захищеного Портобело.

В 1671 році Стара Панама була захоплена, пограбована і повністю зруйнована піратським загоном під орудою Генрі Моргана. В результаті цього нападу, Королівська дорога була перенаправленна в нове місто Панама, що було засноване в 5 милях (8 км) на південний захід.

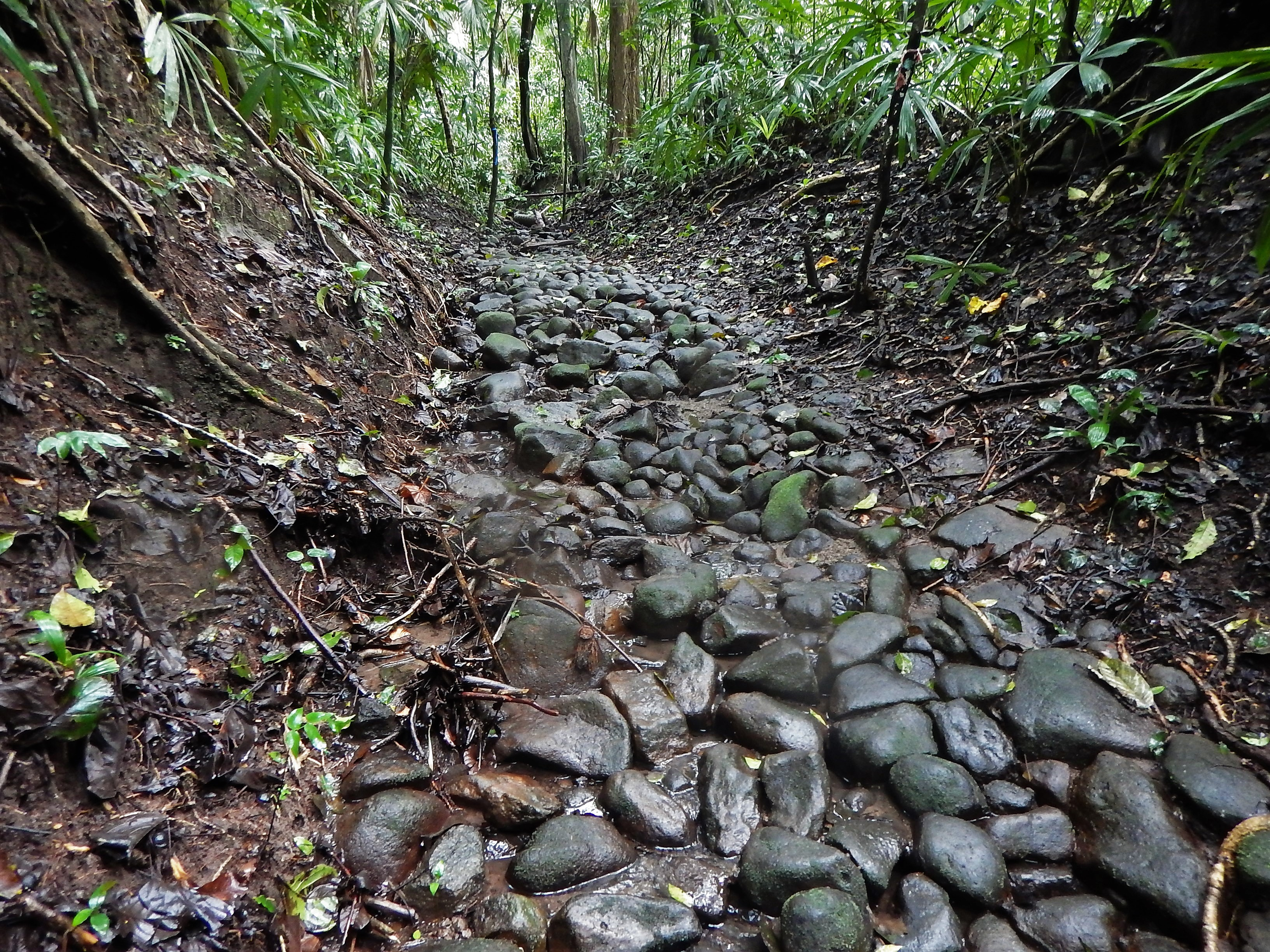
Залишки бруківки дороги Каміно Реаль де Крусес

Через постійні напади піратів, а також внаслідок захоплення і руйнування британським флотом Портобело в 1739 році під час Війни за вухо Дженнінгса, використання Королівської дороги у Панамі в XVIII ст. вступило у фазу занепаду, а з будівництвом Панамської залізниці в 1855 р. припинилось взагалі.

## Збереження історичної спадщини
З плином часу більша частина дороги була знищена внаслідок поглинання джунглями і людської діяльності (у районах поблизу міста Панама). Станом на сьогодні, відрізки дороги можна побачити лише в районах, що знаходяться в межах національного парку Портобело та національного парку Шагрес.
В 2014 році Каміно Реал було оголошено муніципальною спадщиною району Портобело.